# Kunstgießerei Lenz

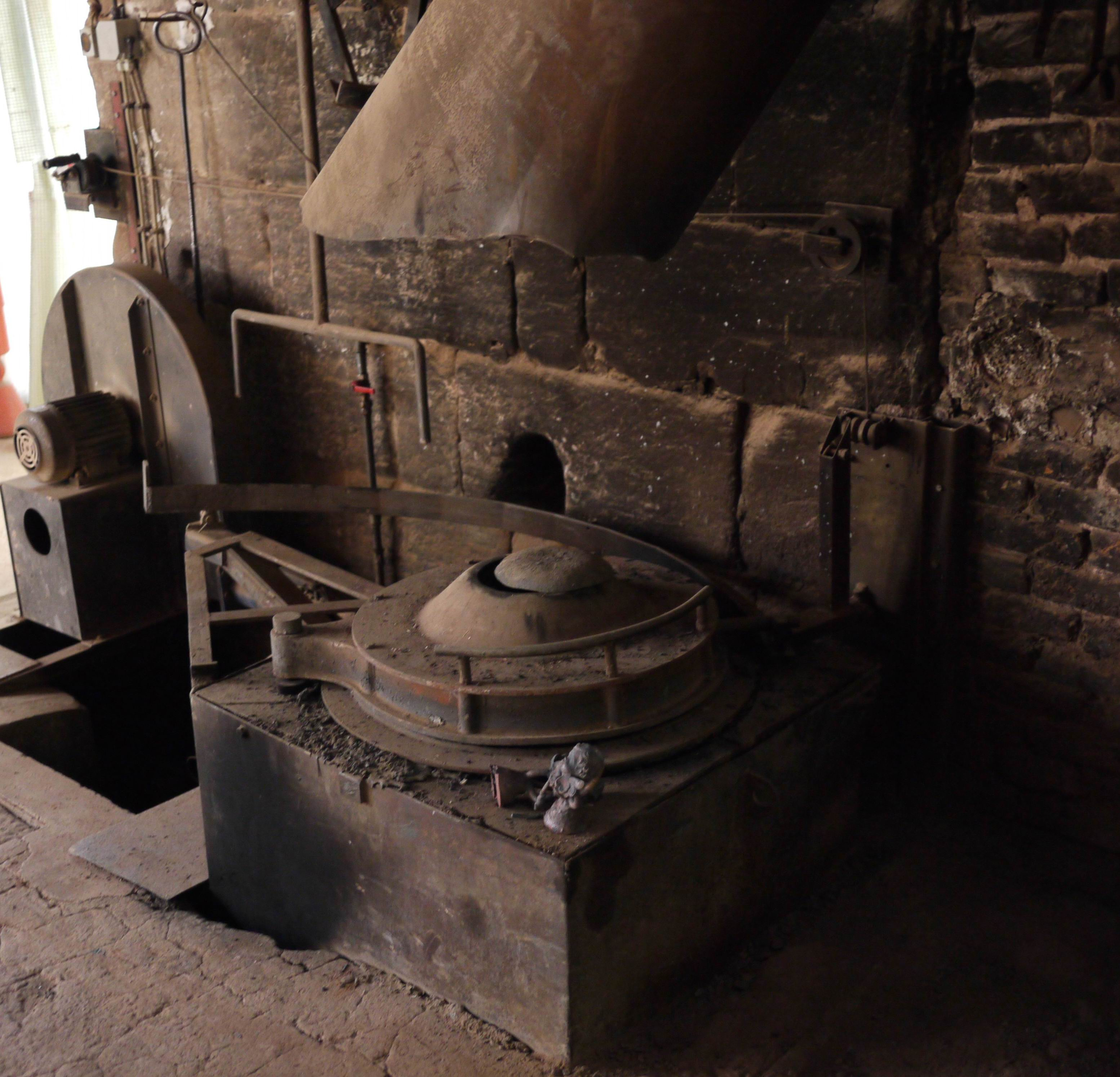
Schmelzofen in der Kunstgießerei Lenz

Die Kunstgießerei Lenz in Nürnberg existiert seit 1829. Hier entstanden zahlreiche Kunstwerke, die noch heute den Eindruck einiger Nürnberger Plätze bestimmen, aber auch international geliefert wurde, beispielsweise nach Prag, Stockholm und Chicago.

## Geschichte
Jacob Daniel Burgschmiet gründete 1829 in der Nürnberger Rotschmiedsgasse eine erste Gießerei. 1850 verlegte er diese in die Seilergasse, die 1872 nach ihm in Burgschmietstraße umbenannt wurde. Hier befindet sich der Betrieb heute noch.
Schon durch den Auftrag aus dem Gründungsjahr für das Albrecht-Dürer-Denkmal von König Ludwig I. wurde die Gießhütte überregional bekannt. Burgschmiets Tochter Dorothea heiratete Christoph Albrecht Lenz. Er und seine Nachkommen führten den Betrieb weiter. 1957 begann Franz Jahn seine Arbeit bei der Kunstgießerei. Er wurde 1975 Teilhaber und 1988 der Inhaber der Gießerei. Nach seinem Tod übernahm 2012 seine Tochter Sabine Jahn die Leitung des Betriebs.

## Liste der Inhaber
- 1829–1858 Jacob Daniel Burgschmiet
- 1858–1894 Christoph Albrecht Lenz
- 1894–1906 Ernst Lenz
- 1906–1949 Christoph Lenz
- 1949–1987 Heinrich Lenz
- 1988–2012 Franz Jahn
- Seit 2012 Sabine Jahn

## Werke (Auswahl)
(In Klammer stehen der Tag der Enthüllung oder das Jahr der Fertigstellung)

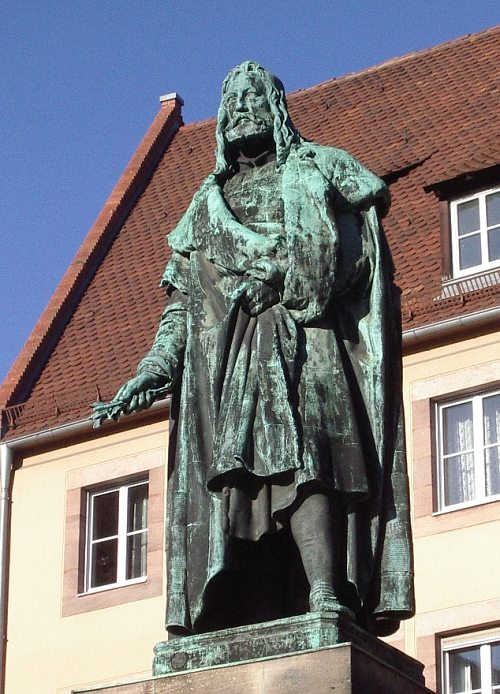
Albrecht-Dürer-Standbild auf dem Albrecht-Dürer-Platz in Nürnberg (21. Mai 1840)
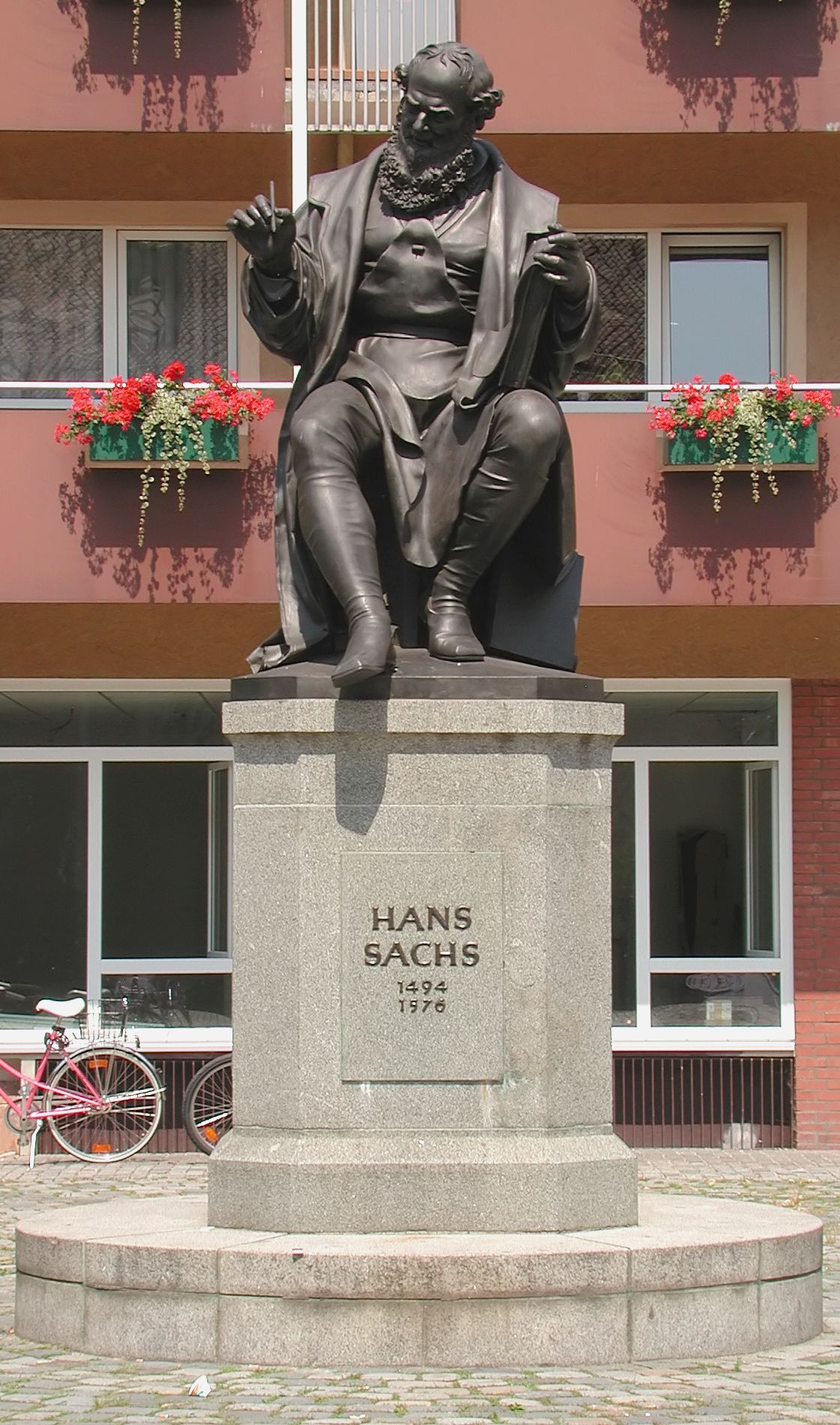
Hans-Sachs-Denkmal auf dem Hans-Sachs-Platz in Nürnberg (24. Juni 1874)
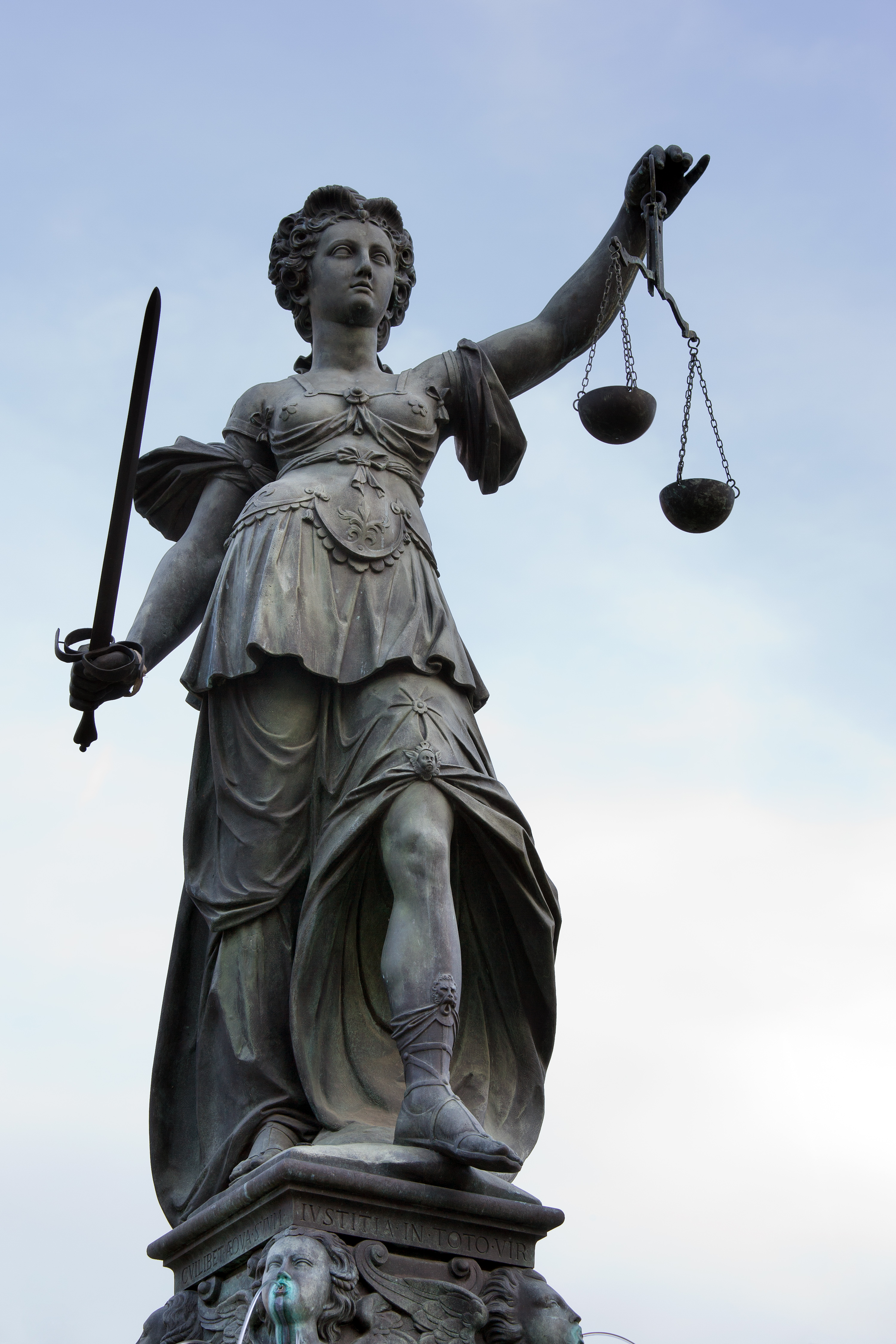
Gerechtigkeitsbrunnen auf dem Römerberg in Frankfurt am Main (1887)
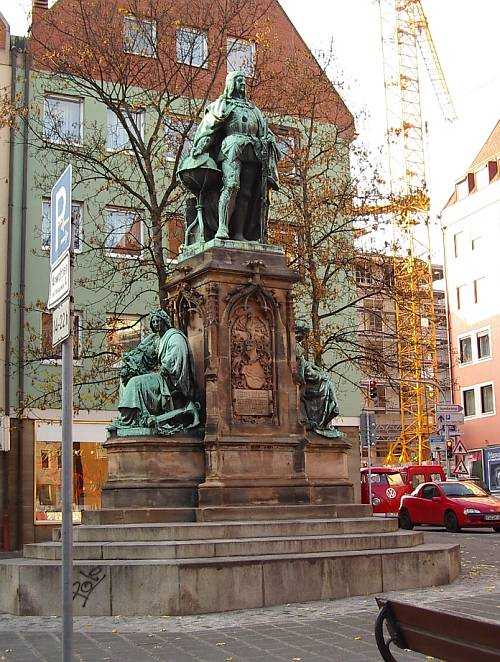
Martin-Behaim-Denkmal am Theresienplatz in Nürnberg (17. September 1890)
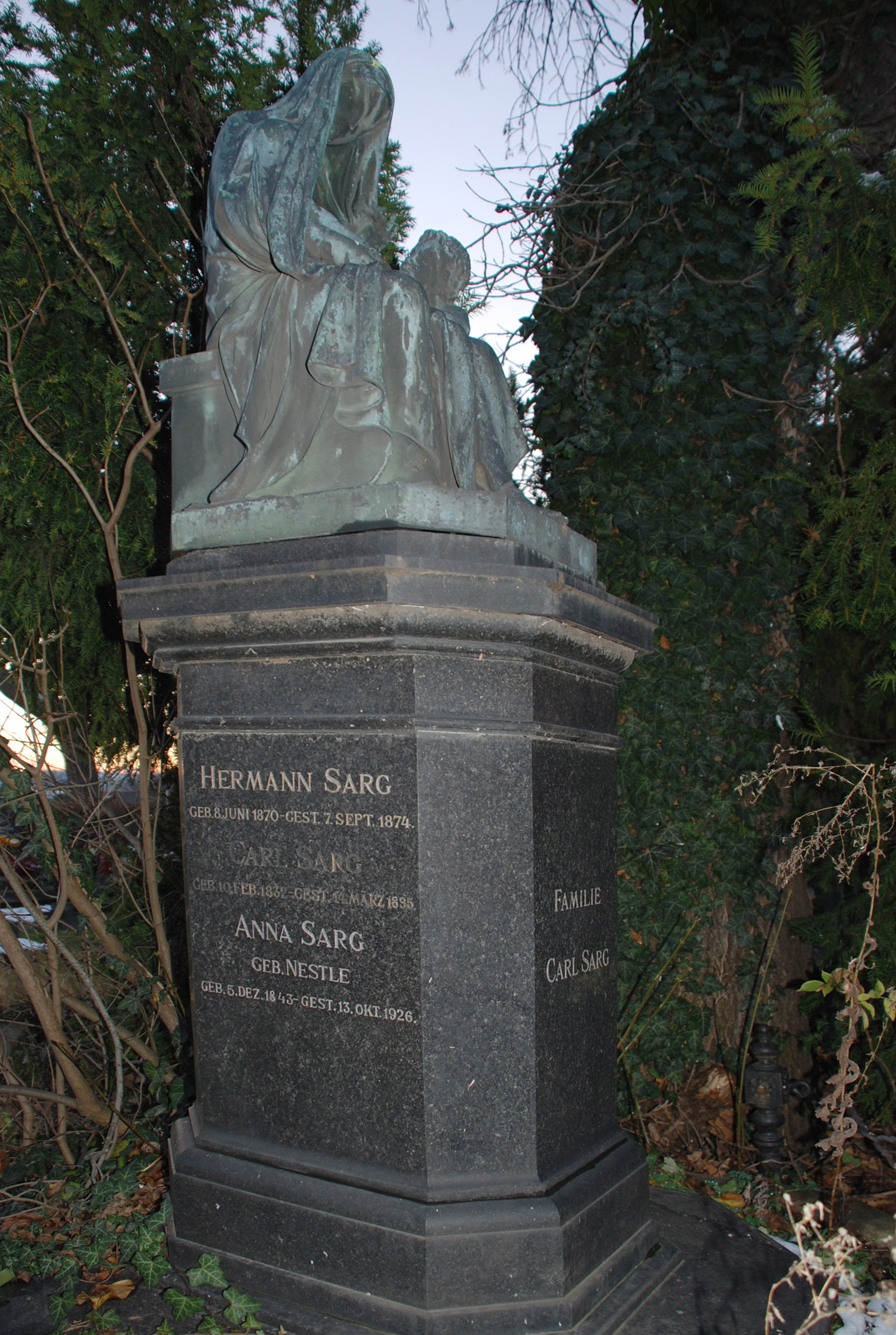
Grabdenkmal der Familie Sarg am Friedhof Liesing in Wien, 1895
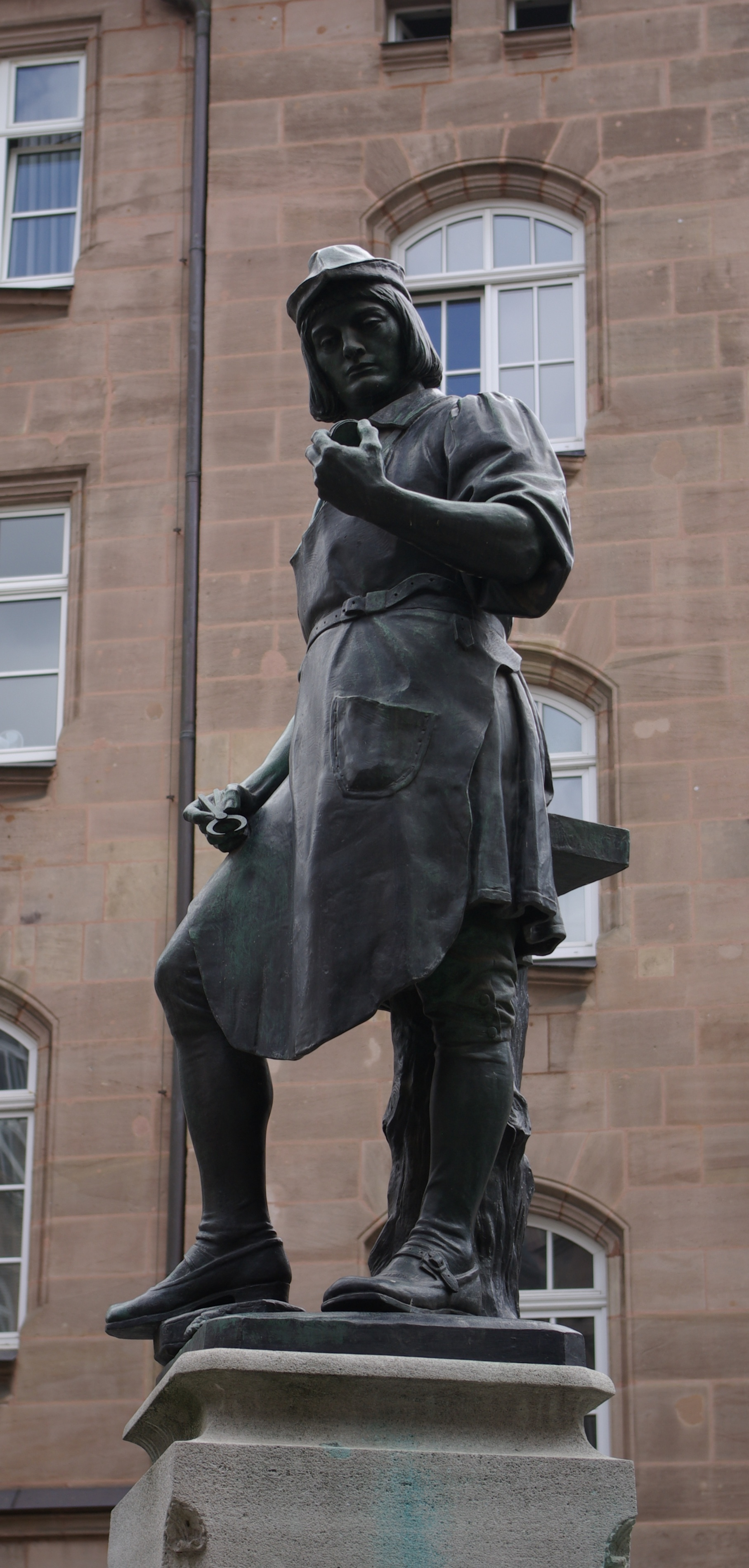
Peter-Henlein-Brunnen am Hefnersplatz in Nürnberg (1905)
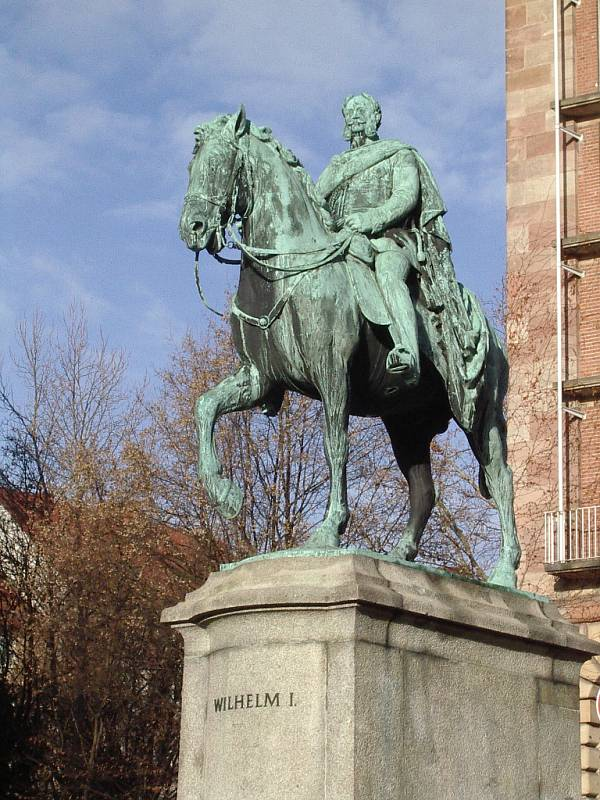
Kaiser Wilhelm I. zu Pferde auf dem Egidienplatz in Nürnberg (14. November 1905)
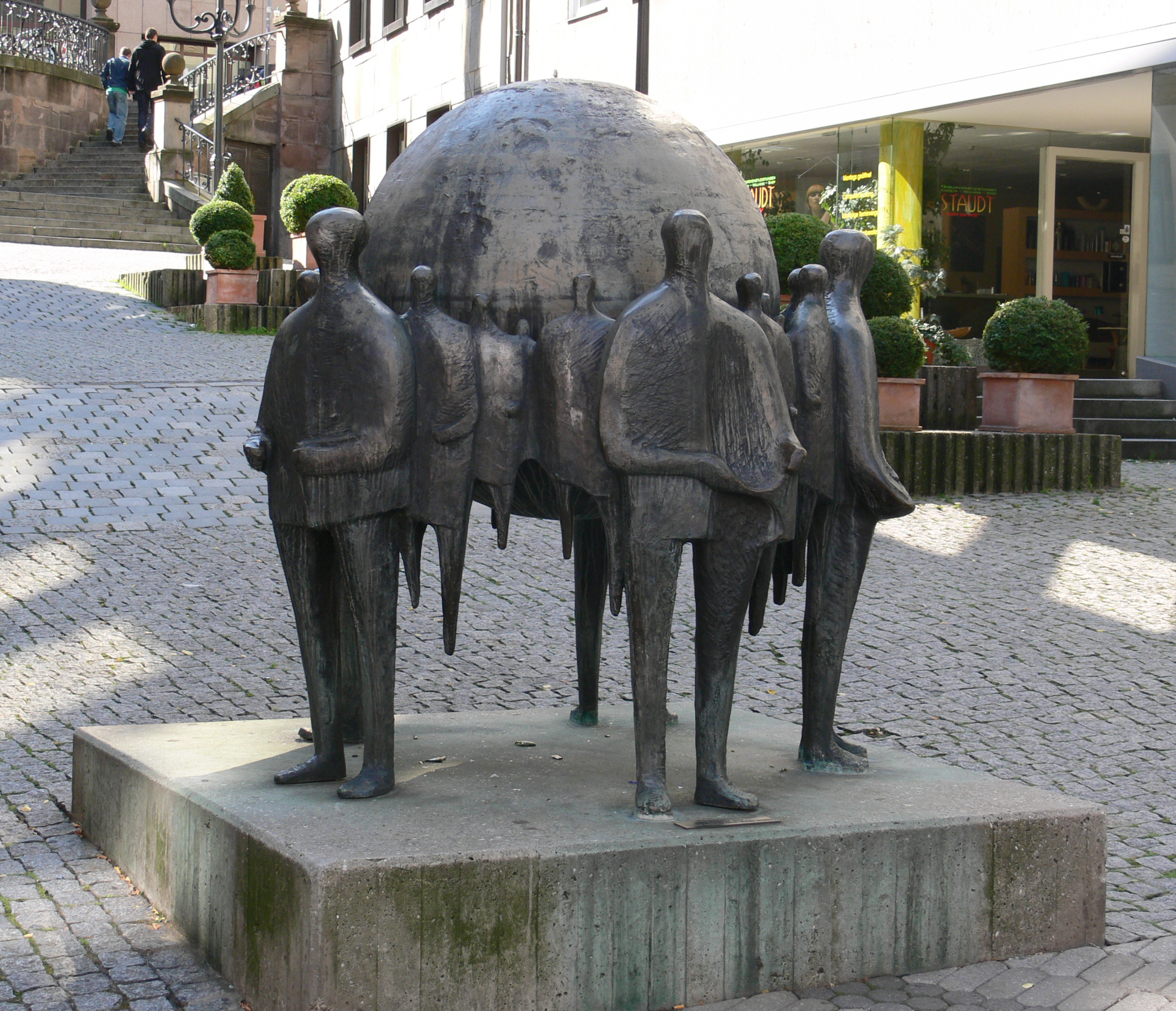
Welthandel in Nürnberg, Hella Rossner-Böhnlein (1972)
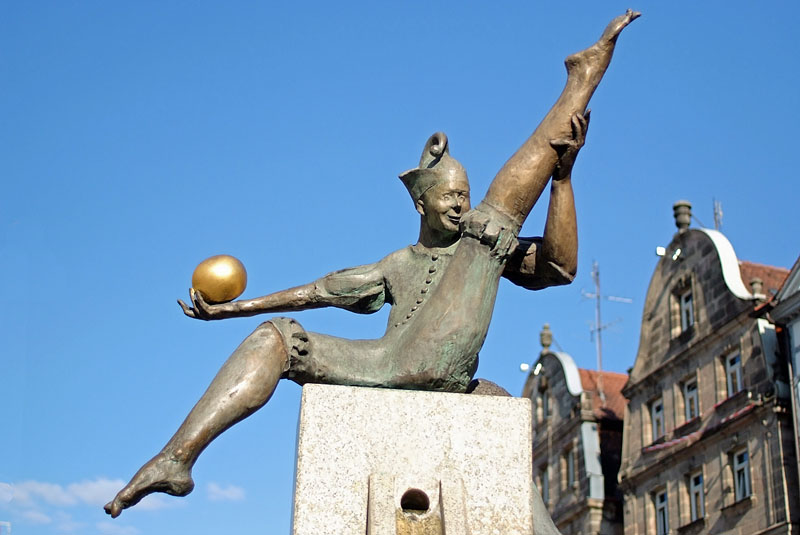
Gauklerbrunnen auf dem Grünen Markt in Fürth, Harro Frey (2004)
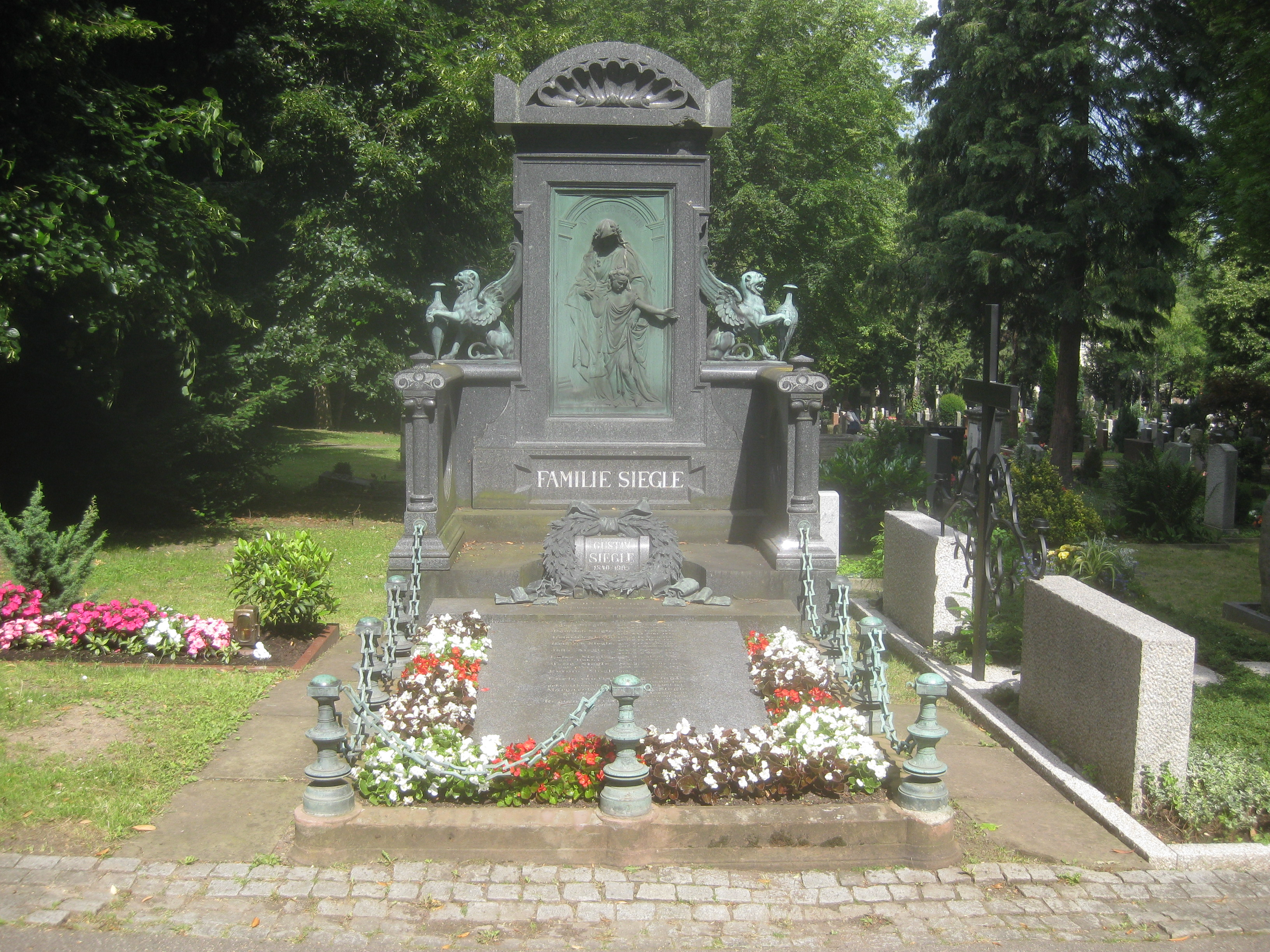
Grabmal von Gustav Siegle auf dem Fangelsbachfriedhof in Stuttgart, Relief und Bronzen von H. Schwabe aus Nürnberg (1879)
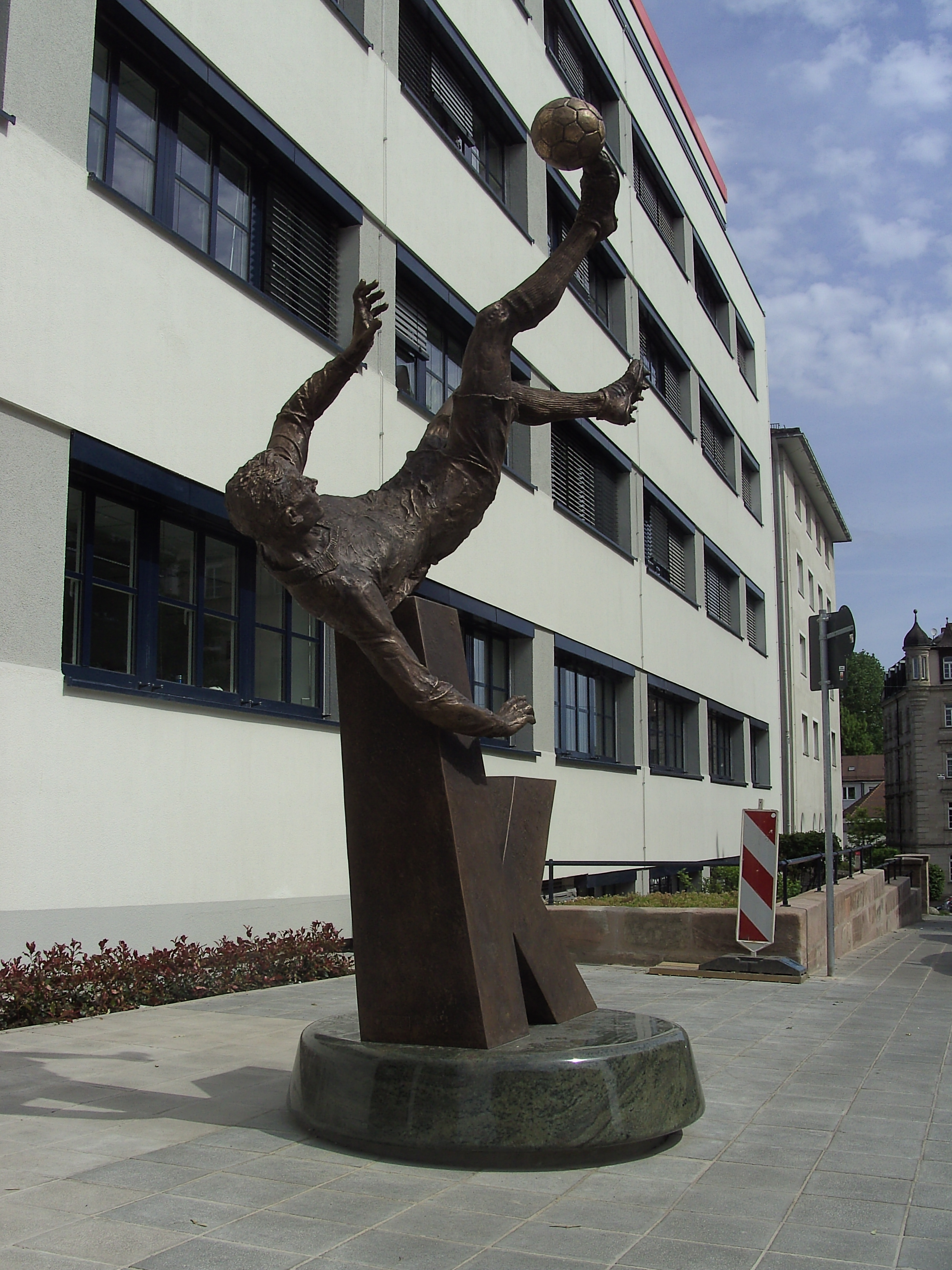
Kicker-Statue, Josef Tabachnyk, 2014, Nürnberg
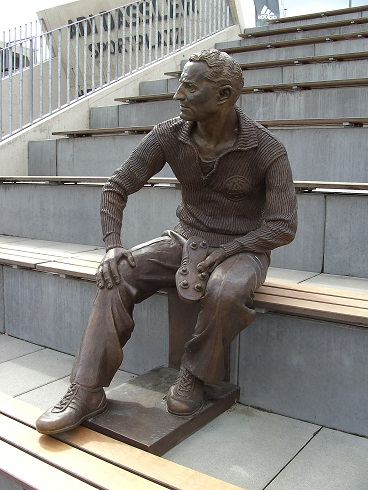
Adolf-Dassler-Statue, Josef Tabachnyk, Herzogenaurach, 2006

- Altenburg (Thüringen): Fahnenträger für das Kriegerdenkmal 1870/71 des 7. Thüringischen Infanterie-Regiments Nr. 96 (1880)
- Augsburg: Germane und allegorische Attribute auf dem Kriegerdenkmal der Einigungskriege (1876)
- Bonn: Ludwig van Beethoven-Standbild (11. August 1845)
- Bruchsal: Allegorische Idealgestalt „Victoria“ für das Kriegerdenkmal 1870/71 (1878)
- Chemnitz: Krieger- und Siegesdenkmal 1870/71 (2. September 1875)
- Darmstadt: Hessisches Landeskriegerdenkmal 1870/71 (18. August 1879)
- Dresden: Theodor Körner-Standbild (18. Oktober 1871)
- Eppstein im Taunus: Büsten und Reliefmedaillons im Kaisertempel (2. September 1894)
- Essen: Figurengruppe und allegorische Attribute auf dem Kriegerdenkmal der Einigungskriege (2. September 1891)
- Freiburg im Breisgau: Siegesdenkmal 1871 des 14. Armeekorps (2. Oktober 1876)
- Glatz (Schlesien): Kaiser Wilhelm I.-Standbild für das Kriegerdenkmal für die Gefallenen der Einigungskriege (6. November 1896)
- Grottkau (Schlesien): Kaiser Wilhelm I.-Standbild (2. September 1895)
- Konstanz: Germania-Standbild für das Kriegerdenkmal 1870/71
- Leipzig: Leibnizdenkmal (1883)
- Memmingen: Bismarck-Relief am Bismarckturm (30. Juli 1908)
- Neisse (Schlesien): Kaiser Friedrich III.-Standbild mit Relieffries am Sockel (18. Oktober 1905)
- Neurode (Schlesien): Kaiser Wilhelm I.-Standbild und allegorische Statuen Figuren am Sockel (15. Juni 1907)
- Nürnberg: Victoria-Standbild auf der hohen Säule des Kriegerdenkmals (24. September 1876), Minnesängerbrunnen (1. November 1905) und Kaiser Wilhelm I.-Reiterstandbild (14. November 1905)
- Parchim (Mecklenburg): Inschrifttafeln am Kriegerdenkmal 1870/71 (1896)
- Pforzheim: Germane und allegorische Attribute auf dem Kriegerdenkmal der Einigungskriege (18. Mai 1879)
- Rüdesheim am Rhein: allegorische Idealgestalt „Frieden“ auf dem Niederwalddenkmal (28. September 1883)
- Stein: Bronze-Standbild von Lothar Freiherr von Faber
- Striegau (Schlesien): Kaiser Wilhelm I.-Standbild mit Bismarck- und Moltke-Reliefsmedaillons (22. März 1897)
- Villingen: allegorische Attribute und Inschrifttafeln am Kriegerdenkmal 1870/71
- Wongrowitz (Provinz Posen): Kaiser Wilhelm I.-Standbild (30. September 1900)